# Хрвоје Хорват
Хрвоје Хорват (Бјеловар, 22. мај 1946) бивши је југословенски и хрватски рукометаш, након завршетка играчке каријере радио као рукометни тренер.

## Биографија
Рођен је 22. маја 1946. године у Бјеловару. Рукомет је почео да игра врло рано, а са петнаест година играо је у првом тиму бјеловарског Партизана. Био је стандардни играч Партизана, за који је играо све до 1979. године. Са клубом је освојио чак седам титула првака Југославије и једну титулу првака Европе. У финалу Купа шампиона су победили чувени Гумерсбах из Западне Немачке са пет голова разлике. У каријери је још играо за немачке клубове Милбертсхофен и МТСВ Швабинг.
Био је дугогодишњи члан сениорске рукометне репрезентације Југославије. Први пут је позван у државни тим 28. августа 1964. године. Прву утакмицу је одиграо на „Кохаз купу” против репрезентације Румуније тадашњих светских првака и постигао три гола. Наступао је за репрезентацију два пута на Олимпијским играма, у Минхену 1972. и Монтреалу 1976. године када је Хорват носио заставу Југославије на церемонији отварања Летњих олимпијских игара 1976. Круну играчке каријере доживео је на Олимпијским играма 1972. године у Минхену, где је освојио златну медаљу. Са репрезентацијом је још освојио две бронзане медаље на Светским првенствима и то 1970. у Француској и 1974. у Источној Немачкој. Хорват је рекордер по броју наступа за рукометну репрезентацију Југославије — 231 наступ и трећи стрелац репрезентације са 621 поготком.
Након завршетка играчке каријере, постао је рукометни тренер. Углавном је водио немачке рукометне клубове. Био је ожењен Дуњом Хорват. Има троје деце, две кћерке Јасенку и Вању и сина Хрвоја.

## Успеси
Играч
Југославија
- медаље
- злато Олимпијске игре 1972. Минхен.
- бронза 1970. Француска.
- бронза 1974. Источна Немачка.

Партизан Бјеловар
- Прва лига Југославије (7): 1966/67, 1967/68, 1969/70, 1970/71, 1971/72, 1976/77, 1978/79.
- Куп европских шампиона
  - Победник (1): 1971/72.
  - Финале (1): 1972/73.

Тренер
ХСЦ 2000 Кобург
- Друга Бундеслига (1): 2006/07.